# ایلن زیمر
ایلن زیمر (فرانسوی: Hélène Zimmer‎؛ زادهٔ ۱۹۸۹) بازیگر، فیلم‌نامه‌نویس و کارگردان فیلم فرانسوی است. وی که دختر یک بازیگر تئاتر است، کار هنری‌اش را با بازی در دو فیلم کوتاه «سرهای پادشاهان» و «غایب» آغاز کرد. وی در سال ۲۰۱۰ در فیلم کوتاه «یک یکشنبهٔ خاص» و سپس در فیلم «رُز همچون پاریس» در کنار مونیکا بلوچی نقش‌آفرینی نمود. بازی در فیلم کیو (فیلم) در کنار دِبورا رِوی برای او شهرت ملی به ارمغان آورد. او در سال ۲۰۱۵ فیلم‌نامهٔ یک اثر سینمایی ویژهٔ جوانان به نام «در سن ۱۴ سالگی» را نوشت و کارگردانی کرد که نامزد دریافت جایزه در جشنواره فیلم‌های نخست اروپا در آنژه شد. وی در سال ۲۰۱۶ بابت نگارش فیلم‌نامهٔ خاطرات یک خدمتکار نامزد دریافت جایزهٔ «بهترین فیلم‌نامهٔ اقتباسی» گردید. ایلن زیمر دانش‌آموختهٔ رشتهٔ ادبیات در اکول نرمال سوپریور است.
از فیلم‌هایی که وی در آن‌ها نقش داشته است، می‌توان به تشکیل پرونده، خاطرات یک خدمتکار و کیو اشاره نمود.